# 乌莫村
乌莫村，是西班牙卡斯蒂利亚-拉曼恰昆卡省的一个市镇。总面积150平方公里，总人口390人（2001年），人口密度3人/平方公里。